# Campos Cataláunicos
Campos Cataláunicos ou Campos Catalaunos (em latim: Campi Catalauni) eram uma zona plana ocupada pela tribo dos catalaunos, na atual Champanhe, na França. Foi palco de repetidas batalhas, a primeira travada em 274 entre o imperador Tétrico I (r. 271–274) e o imperador Aureliano (r. 270–275). Segundo Amiano Marcelino, em 366 Jovino venceu os alamanos ali. Os campos ficaram particularmente famosos após a batalha travada em 451 entre um exército combinado visigodo-romano sob Aécio e Teodorico I (r. 419–451) e as tropas do Império Huno lideradas por Átila (r. 434–453).